# Petersburg (Alaska)
Petersburg és una població dels Estats Units a l'estat d'Alaska. Segons el cens del 2000 tenia 3.224 habitants.

## Demografia
Segons el cens del 2000, Petersburg tenia 3.224 habitants, 1.240 habitatges, i 849 famílies La densitat de població era de 28,4 habitants/km².
Dels 1.240 habitatges en un 38,4% hi vivien nens de menys de 18 anys, en un 54,2% hi vivien parelles casades, en un 9,3% dones solteres, i en un 31,5% no eren unitats familiars. En el 25,5% dels habitatges hi vivien persones soles el 6,6% de les quals corresponia a persones de 65 anys o més que vivien soles. El nombre mitjà de persones vivint en cada habitatge era de 2,56 i el nombre mitjà de persones que vivien en cada família era de 3,11.
Per edats la població es repartia de la següent manera: un 29,8% tenia menys de 18 anys, un 6,2% entre 18 i 24, un 30,6% entre 25 i 44, un 24,6% de 45 a 60 i un 8,8% 65 anys o més.
L'edat mediana era de 36 anys. Per cada 100 dones hi havia 108,7 homes. Per cada 100 dones de 18 o més anys hi havia 108 homes.
La renda mediana per habitatge era de 49.028 $ i la renda mediana per família de 54.934 $. Els homes tenien una renda mediana de 42.135 $ mentre que les dones 28.792 $. La renda per capita de la població era de 25.827 $. Aproximadament el 3,3% de les famílies i el 5% de la població estaven per davall del llindar de pobresa.

## Poblacions més properes
El següent diagrama mostra les poblacions més properes.